# Kateb Yacine
Kateb Yacine (ur. 2 sierpnia lub 6 sierpnia 1929, zm. 28 października 1989 w La Tronche) – francuskojęzyczny dramaturg i poeta algierski.
Nie jest znana dokładna data jego urodzenia. Badacze literatury wskazują na datę 2 lub 6 sierpnia 1929 roku. Odnośnie do miejsca urodzenia również nie ma dokładnych informacji. Wymieniana jest miejscowość o nazwie Constantine, ale najczęściej pojawia się miejscowość Conde Smendou (dzisiejsza nazwa miejscowości brzmi Zighoud Youcef).

## Młodość
Kateb Yacine pochodzi z rodziny przynależącej do rdzennych mieszkańców Afryki Północnej a dokładniej z Algierii. Wykształcenie zdobył w Nadhors, obecnie jest to algierska prowincja Kalima (z franc. Wilama de Guema). Dziadek Kateba pełnił funkcję zastępcy sędziego w Conde Smendou, z kolei ojciec pisarza, był adwokatem. Młody Kateb w 1935 roku razem z rodziną przeprowadza się do Francji i przekracza progi francuskiej szkoły w Lafayette (obecnie prowincja Satif, z jez. franc. Wilaya de Setif). W 1941 roku wstąpił do liceum w tej samej miejscowości.

## Działalność polityczna oraz pierwsze utwory
Gdy 8 maja 1945 roku w Algierii wybuchły zamieszki, Kateb był w 3 klasie liceum. Nie wahając się przyłączył się do uczestników rozruchów, które zakończyły się masakrą: giną tysiące Algierczyków zabitych przez policję i wojsko francuskie. Trzeciego dnia zostaje zatrzymany i aresztowany na okres dwóch miesięcy. Kateb od wczesnych lat życia był zaangażowany w działania narodowowyzwoleńcze swojego kraju. Działał m.in. w Algierskim Ruchu Narodowowyzwoleńczym. 
Z liceum został wydalony m.in. z powodu nękających go stanów depresyjnych (najprawdopodobniej spowodowanych ujrzeniem matki „szalonej”)oraz działalności politycznej. Ojciec posłał go więc do liceum w Bone (obecnie Annaba). Kateb spotkał tam „Nedjma”. Pod wpływem spotkań z Nadjmą w 1946 roku opublikował swój pierwszy zbiór wierszy. Jego poezja szokuje ostrym dramatyzmem o odcieniu fatalistycznym( Monologi z 1946 roku). W tym okresie rozpoczęła się również jego działalność polityczna na większą skalę. W 1946 roku wygłasza konferencje pod protekcją Partii Narodu Algierskiego(w owym czasie była to wielka partia nacjonalistyczna). W maju 1947 roku Kateb przybywa do Paryża i wygłasza tam, w Sali Towarzystw Naukowych, konferencję na temat emira arabskiego Abdel-Kadera, przynależącego do Komunistycznej Partii Algierskiej. W czasie swojej drugiej podróży do Francji w 1948 roku opublikował swoją jedyną powieść Nedjma (z franc. Nedjma o ule Poeme o ule Couteau) w czasopiśmie „Le Mercure de France”. Powieść ta swoją formą zbliża się do tragedii antycznej. Treścią jest fatalizm rodzimej walki wyzwoleńczej, toczonej od stuleci przez nie zmieniających się bohaterów, spośród których na pierwszy plan wysuwa się Nedjma (bohaterka powieści i dramatów), personifikująca mityczną Algierię. Postaci dramatów Yacine’a odradzają się po klęsce, próbując nieustannie wyjść z sytuacji bez wyjścia. W jego sztukach jak mówi sam autor „wydarzenia nie są spięte chronologią, ale są rotacją czasu” – złamana zostaje w ten sposób klasyczna jedność czasowa. W latach 1949–1951 pisał artykuły dla dziennika „Alger republicain”.
Śmierć ojca w 1950 sprawiła, że Kateb na jakiś czas osiadł w Algierii, gdzie pracował jako robotnik przy załadunkach i rozładunkach towaru na statkach w Algierze. Pod koniec lat ’50 wrócił jednak do Paryża, gdzie pracował z Malkiem Haddadem. W 1954 roku w czasopiśmie „Esprit”,opublikował swój utwór zatytułowany „Nieboszczyk osaczony” (z franc. Le cadovre encercle”), który następnie został wystawiony na scenie przez Jean-Marie Serreau. Spektakl wzbudził kontrowersje, wprowadzono więc zakaz wystawiania spektaklu we Francji. Powieść „Nedjma” zostaje opublikowana w 1956 roku.
Podczas wojny o wyzwolenie Kateb Yacine, dręczony przez Dyrekcję Nadzoru Terytorium (z franc. Direction de la Surveillance du Territoire), poznał smak długiej tułaczki. W 1962 roku po pobycie w Kairze, Kateb Yacine pojawił się w Algierii (tuż po obchodach Święta Niepodległości). Ponowił wtedy współpracę z dziennikiem „Alger republicain”. W latach 1963–1967 odbył liczne podróże do Moskwy, Niemiec i Francji, podczas gdy jego dzieło pt. „Dzika kobieta” (La femme sauvage) napisane między rokiem 1954-1959, wystawiane było w Paryżu. Inne znane jego dzieła to: „Przodkowie zdwajają surowość” (Les Ancetres rredoublent de ferocite) z 1967 r., „Pył inteligencji” z 1968 r. Z kolei w 1964 r. w „Alger republicain” opublikowano 6 tekstów „O naszych braciach Indianach”. W „Młodej Afryce” opowiada o swoim spotkaniu z Jeanem Paulem Sartrem, w tym samym okresie jego matka znalazła się w szpitalu psychiatrycznym w Al- Bulajda. W 1967 roku wyjechał do Wietnamu, porzucił całkowicie formę pisania sentymentalnego (romantycznego) i napisał „Człowiek i skandal z kauczukiem” (L’homme aux sandalies de caoutchouc). Sztukę tę opublikowano, wystawiono i przetłumaczono na język arabski w 1970 roku. Tego samego roku osiedlił się na dłużej w Algierii i zaprzestał tworzenia w języku francuskim. 

## Działalność teatralna
W tym czasie nastąpił wielki zwrot w jego życiu – rozpoczął współpracę z teatrem ludowym. Swoje role odgrywał w dialekcie arabskim. Debiutował z trupą aktorów Teatru Mona (Theatre de la Mer) na Kubie w 1971 roku. Kateb wspólnie z artystami w ciągu 5 lat przebył całą Algierię, grał dla publiczności robotniczej, chłopskiej i studenckiej. Do najbardziej znanych spektakli zaliczane są: „Mohamed bierze twoją walizkę” z 1971 r., „Głos kobiet” z 1972 r., „Wojna z tysięcy lat” z 1974 r., „Król zachodu” z 1975 r.(spektakl powstały przeciwko Hassanowi II), oraz „Palestyna zdradzona” z 1977 r. W latach 1972–1975 Kateb uczestniczył w tournée „Mohamed prends ta valise” i „La Guerre de deux mille ans” we Francji i w NRD (Niemiecka Republika Demokratyczna). Po powrocie z tournée grupa przemieściła się z Kuby do Babel-Oued. W 1978 roku Kateb Yacne został „wygnany” przez władze z Algierii do Sidi-Bel-Abbes, za kierowanie tamtejszym regionalnym teatrem miejskim. Obowiązywał zakaz wystawiania jego sztuk na deskach teatrów (dopiero w niepodległej Algierii zaczęto z powrotem wystawiać jego utwory), więc sztuki swe wystawiał w placówkach szkolnych. W utworach tych nawiązywał do niezapominania o pochodzeniu narodów płn. Afryki oraz o ich języku. Jego anarchistyczne dzieła, zwłaszcza te przychylające się do równości kobiet i mężczyzn, a tym samym sprzeciwiające się noszeniu przez kobiety woalek (chustek muzułmańskich) wpłynęły na ocenę jego twórczości – zyskiwał sobie krytyków. Dzieła poruszają również kwestie tożsamości ludzi z kraju wielokulturowego oraz aspiracje i dążenia narodu.
Będąc twórcą posługującym się trzema językami, Kateb Yacine tłumaczył, a także nadzorował tłumaczenie swoich tekstów na język algierski.
Kateb Yacine uważał język francuski jako „zdobycz wojenną” Algierczyków. W 1966 roku deklarował m.in. że: „pisze po francusku, żeby powiedzieć Francuzom, że nie jestem Francuzem”.

## Ostatnie lata życia
W 1986 roku pojawił się fragment dzieła o Nelsonie Mandeli. W 1987 roku we Francji odbiera nagrodę Grand Prix w dziedzinie literatury. Z kolei w 1988 roku na festiwalu w Awinionie wystawił sztukę zatytułowaną Mieszczanin bez spodni lub widmo parku Monceau napisaną na prośbę Centrum Kultury z Arras na dwusetną rocznicę rewolucji francuskiej. Kolejnym miastem, w którym zamieszkał przez pewien okres swojego życia, była Varchena. Stamtąd wyruszył w podróż do USA. Jego śmierć 28 października 1989 roku w Grenoble spowodowała, że pozostawił po sobie nieukończone dzieło na temat zamieszek algierskich z 1988 roku. W 2003 roku jego dzieło zostało wpisane do programu Komedia Francuska. Kateb Yacine uważany jest za jednego z najwybitniejszych arabskich pisarzy współczesnych. 
Utwory Yacine’a na język polski tłumaczyli m.in. Z. Bieńkowski i J. Waczór.

## Wykaz twórczości
- "Palestyna zdradzona"(1977)
- "Mieszczanin bez spodni lub widmo parku Monceau"(1988).
- "Monologi"(zbiór poezji)1946
- "Le cadovre encercle"(1954)
- "Nedjma"(1956)
- "La femme sauvage"(lata 1954-1959)
- "Les Ancetres rredoublent de ferocite"(1967)
- "Młoda Afryka"
- "L’homme aux sandalies de caoutchouc"(1967)
- "Pył inteligencji"(1968)
- Nieukończone dzieło na temat zamieszek algierskich z 1988 roku, które w 2003 roku zostało wpisane do programu Komedia Francuska.

## Spektakle teatralne
- "Mohamed bierze twoją walizkę"(1971)
- "Głos kobiet"(1972)
- "Wojna z tysięcy lat"(1974)
- "Król zachodu"(1975)